# Арчулета (округ, Колорадо)
Шаблон:StateAbbr_ 37°11′ пн. ш. 107°03′ зх. д. / 37.19° пн. ш. 107.05° зх. д.
Округ Арчулета (англ. Archuleta County) — округ (графство) у штаті Колорадо, США. Ідентифікатор округу 08007.

## Історія
Округ утворений 1885 року.

## Демографія
За даними перепису 
2000 року 
загальне населення округу становило 9898 осіб, зокрема міського населення було 3604, а сільського — 6294.
Серед мешканців округу чоловіків було 5016, а жінок — 4882. В окрузі було 3980 домогосподарств, 2872 родин, які мешкали в 6212 будинках.
Середній розмір родини становив 2,89.
Віковий розподіл населення поданий у таблиці:
| Стать    | До 15 років | 15-21 | 22-29 | 30-39 | 40-49 | 50-65 | 65-85 | Понад 85 |
| -------- | ----------- | ----- | ----- | ----- | ----- | ----- | ----- | -------- |
| Чоловіки | 1044        | 474   | 370   | 593   | 884   | 1039  | 588   | 24       |
| Жінки    | 948         | 411   | 338   | 645   | 942   | 1032  | 517   | 49       |

## Суміжні округи
- Мінерал — північ
- Ріо-Гранде — північний схід
- Конехос — схід
- Ріо-Арріба, Нью-Мексико — південь
- Сан-Хуан, Нью-Мексико — південний захід
- Ла-Плата — захід
- Гінсдейл — північний захід

## Виноски
1. ↑  U.S. Decennial Census. United States Census Bureau. Архів оригіналу за 26 квітня 2015. Процитовано 7 червня 2014.
2. ↑  Historical Census Browser. University of Virginia Library. Архів оригіналу за 11 серпня 2012. Процитовано 7 червня 2014.
3. ↑  Population of Counties by Decennial Census: 1900 to 1990. United States Census Bureau. Архів оригіналу за 31 липня 2014. Процитовано 7 червня 2014.
4. ↑  Census 2000 PHC-T-4. Ranking Tables for Counties: 1990 and 2000 (PDF). United States Census Bureau. Архів оригіналу (PDF) за 18 грудня 2014. Процитовано 7 червня 2014.
5. ↑  State & County QuickFacts. United States Census Bureau. Архів оригіналу за 6 липня 2011. Процитовано 7 червня 2014. [Архівовано 2011-07-13 у Wayback Machine.](англ.) Наведено за англійською вікіпедією.
6. ↑  American FactFinder. Бюро перепису населення США. Архів оригіналу за 26 лютого 2012. Процитовано 31 січня 2008. [Архівовано 2008-05-21 у Wayback Machine.]

| США | Це незавершена стаття з географії США. Ви можете допомогти проєкту, виправивши або дописавши її. |